# Colpochila pilosa
Colpochila pilosa är en skalbaggsart som beskrevs av Blackburn 1906. Colpochila pilosa ingår i släktet Colpochila och familjen Melolonthidae. Inga underarter finns listade i Catalogue of Life.